# Кунино (Кувшиновский район)
Ку́нино — деревня в Кувшиновском районе Тверской области России. Относится к Большекузнечковскому сельскому поселению.
Расположена в 15 км к северо-востоку от районного центра Кувшиново, примерно в 35 км от города Торжка на автодороге «Москва — Санкт-Петербург».
Население по переписи 2002 года — 28 человек, 12 мужчин, 16 женщин.

## История
В Списке населенных мест Новоторжского уезда 1859 года значится владельческая деревня Кунина, 12 дворов, 113 жителей. Рядом — погост Баранья Гора, 13 дворов, 92 жителя, православная церковь, ярмарка. Во второй половине XIX — начале XX века Баранья Гора центр волости и прихода Новоторжского уезда, здесь 4 лавки, в деревне Кунино — питейное заведение. В 1884 году в состав Бараньегорской волости входили 51 населённый пункт с населением 8840 жителей. В 1914 году в приходе Троицкой церкви погоста Баранья Гора — 28 деревень с населением 3747 жителей.
В 1920-30-е годы погост Баранья Гора объединён с деревней Кунино, некоторое время объединённое селение называлось село Баранья Гора. В 1940 году село центр Бараньегорского сельсовета Каменского района Калининской области.
После войны — деревня Кунино.
В 1997 году — 26 хозяйств, 54 жителя.

## Население
| 1859 | 1884 | 2002 | 2008 | 2010 |
| ---- | ---- | ---- | ---- | ---- |
| 205  | ↘123 | ↘28  | ↗39  | ↘24  |

## Достопримечательности
- Троицкая церковь, построенная в 1831 году по проекту архитектора В. П. Стасова. План, пространственная композиция и даже размеры церкви в Бараньей Горе очень близки к плану, композиции и размерам Спасо-Преображенского собора в Петербурге, возведенного по проекту Стасова в 1827—1829 годах. Построена по заказу и на средства А. М. Полторацкого, владельца соседней усадьбы Велеможье.

- В окрестностях — древние курганы, которые в начале XX века исследовал Н. К. Рерих. Предположительно, Баранья Гора это Бранья Гора — место сражения новоторжской и новгородской дружин с золотоордынцами.